# Masacre de San Fernando de 2010
La primera masacre de San Fernando —conocida fuera de México como masacre de Tamaulipas, aunque en ese estado se han cometido otros asesinatos masivos— fue un crimen cometido por Los Zetas entre el 22 y 23 de agosto de 2010, en el ejido de El Huizachal del municipio tamaulipeco de San Fernando (México). Los 72 ejecutados, 58 hombres y 14 mujeres, fueron en su mayoría inmigrantes provenientes de Centro y Sudamérica, asesinados por la espalda, para posteriormente ser apilados y puestos a la intemperie. Las primeras investigaciones señalan que fueron asesinados porque luego de ser secuestrados, no pagaron el dinero que les exigían para dejarlos libres y también se negaron a formar parte del grupo criminal. Para el 8 de octubre de 2010, se habían reconocido 50 de los 72 cuerpos, 21 hondureños, 14 salvadoreños, 10 guatemaltecos, un ecuatoriano, y 4 brasileños.
Un ciudadano ecuatoriano, quien denunció el hecho ante las autoridades cercanas, había sido reconocido como el único sobreviviente de la matanza, aunque el día 1 de septiembre fue revelada la existencia de otro testigo hondureño, y cuatro días después, otro de nacionalidad salvadoreña, aunque las autoridades mexicanas aseveran que no existe evidencia de que fue testigo de los hechos.

## Hechos
Según funcionarios federales mexicanos, los migrantes, quienes iban repartidos en dos camiones, partieron de Veracruz el 21 de agosto con la intención de pernoctar en algún poblado de Tamaulipas. Antes de llegar a San Fernando fueron interceptados por un grupo de sujetos armados quienes les obligaron a brindar "información" sobre parientes en Estados Unidos, asimismo les exigieron dinero a cambio de su libertad. Ante las negativas eran golpeados. Por el testimonio del testigo los captores ofrecieron el "ingreso" al cartel, aunque no está claro el propósito. Se estima que la masacre ocurrió entre el domingo 22 y el lunes 23 de agosto.
De acuerdo al sobreviviente ecuatoriano, Luis Freddy Lala Pomavilla, el número de migrantes era de 76, por lo que, hasta el 3 septiembre, dos estarían desaparecidos. Sin embargo, la Procuraduría General mexicana, estableció días después que eran 77, de las cuales "72 fueron asesinados, 2 sobrevivieron y 3 se encuentran desaparecidos, estos últimos de nacionalidad mexicana"..."dos choferes y un ayudante, de quienes aún no se ha determinado si formaban parte de una red de traficantes de ilegales hacia Estados Unidos (polleros) y tenían conexión con Los Zetas".
Según las primeras declaraciones de Lala, el 22 de agosto el grupo fue encerrado en una casa y posteriormente trasladado a otra vivienda donde permanecieron un día. En este lugar fueron amarrados "de cuatro en cuatro, con las manos para atrás" y luego botados boca abajo. Escuchó ruido de disparos, y posteriormente entró otro sujeto que continuó la balacera "matándolos a todos". Terminada la masacre, esperó "dos minutos" y corrió en búsqueda de ayuda que le fue negada en el camino, hasta el día siguiente "como a las siete de la mañana" cuando encontró unos "marinos mexicanos"  quienes le auxiliaron. Por otro lado, días después se supo el testimonio del hondureño sobreviviente, quien de acuerdo a sus palabras: "...me desaté y escapé hacia unos matorrales y después de la balacera regresé y rescaté al ecuatoriano que estaba herido”. Asimismo, el vicecanciller hondureño Alden Rivera amplió el testimonio: "El hondureño auxilió al ecuatoriano, lo desató y lo sacó de allí. Luego de caminar varias horas, al escuchar un tiroteo se separaron y él en su ruta llegó a un Centro de Atención al Migrante, que le brindó protección, y ellos se pusieron en contacto con la Cancillería".

## Investigación
Apenas iniciadas las pesquisas, el cadáver de un investigador de la masacre fue encontrado decapitado el 26 de agosto.
Por su parte, la Procuraduría General de la República de México asumió la investigación del crimen por "considerar que se trata de un delito federal". Para el 7 de septiembre, el Secretario del Consejo de Seguridad de México, Alejandró Poiré, informó del reconocimiento de tres cadáveres de los implicados en la matanza, que fueron "identificados por un sobreviviente hondureño como copartícipes de los asesinatos".
Los cuerpos fueron encontrados el 30 de agosto por las autoridades después que "recibieran una llamada telefónica anónima informándoles del lugar" y tras haber sido "baleados durante un enfrentamiento armado en la escena del crimen". El número de sujetos involucrados en la matanza se estiman en siete, de los cuales uno "se encuentra detenido por la Procuraduría General de la República después de su captura el 23 de agosto".
El 8 de septiembre, Poiré anunció la captura de siete implicados en la masacre, de los cuales "cuatro presuntos pistoleros fueron capturados el 3 de septiembre luego de un enfrentamiento con elementos de la Armada mexicana" y "posteriormente fueron detenidos otros tres presuntos delincuentes también involucrados". Sin embargo, el 10 de septiembre, el presidente mexicano Felipe Calderón Hinojosa anunció la captura de ocho sujetos y la muerte de seis participantes en la masacre. Los imputados recibieron orden de aprehensión por parte de autoridades judiciales y fueron encarcelados el 16 de octubre, y enfrentarán cargos de delincuencia organizada, privación ilegal de la libertad, porte de armas de fuego de uso exclusivo de las fuerzas armadas, corrupción de menores, homicidio calificado de 72 personas y tentativa de homicidio de Luis Freddy Lala Pomavilla.
Sin embargo, en el mes de noviembre, el relator especial de las Naciones Unidas para la migración, Jorge Bustamante, demandó del gobierno mexicano una "explicación clara" de la masacre, así como exigió las "acciones" a tomar ante este tipo de hechos en el futuro y evitar que se repitan.

## Reacción internacional
- La Alta Comisionada de la ONU para los Derechos Humanos, Navi Pillay, expuso que, aunque reconocía "el esfuerzo del gobierno de México por reducir la violencia", también exhortaba "desarrollar una investigación urgente, transparente e independiente, para esclarecer estos crímenes y preservar la dignidad de las víctimas identificando los cadáveres".[24]

- José Miguel Insulza, Secretario General de la OEA, señaló que "este trágico episodio refleja la confluencia de dos fenómenos que afectan el desarrollo de América Latina y su sistema democrático: la acción del crimen organizado y la desprotección que viven tantos compatriotas latinos que emigran en busca de un futuro mejor".[25]

- El Gobierno ecuatoriano presidido por Rafael Correa manifestó: "Ante ese horroroso crimen donde fallecieron compatriotas ecuatorianos, el gobierno pide a las autoridades mexicanas que esclarezcan con la mayor celeridad posible las circunstancias en que perdieron la vida los 72 migrantes".[26]

- El Presidente salvadoreño Mauricio Funes expresó: "La demencial matanza acaecida en el Estado de Tamaulipas ha conmocionado a nuestros países y a la comunidad internacional, y constituye una muestra de la magnitud que ha alcanzado el accionar de las bandas del crimen organizado"..."Me atrevo a decir que en México y Centroamérica estamos librando las batallas centrales de esta nueva guerra que asola a los pueblos. Pero las implicaciones de esta guerra se sienten y se sentirán cada vez más en el resto del planeta".[27]

- De acuerdo al Presidente guatemalteco Álvaro Colom la masacre es un "evento que marca una nueva amenaza para la migración; el narcotráfico no se había involucrado tan directamente en el proceso migratorio"..."El heroísmo del emigrante, como yo lo llamó, ahora va tener que superar también la amenaza y agresión del crimen organizado, que es un pecado".[28]

- El Presidente hondureño Porfirio Lobo, por medio de un comunicado oficial, declaró que "repudia y condena ese abominable hecho ocurrido en un rancho del Estado mexicano de Tamaulipas, fronterizo con Estados Unidos, donde perdieron la vida 72 emigrantes de Brasil, Honduras, Ecuador y El Salvador"..."el Gobierno de la República pide a las autoridades mexicanas que esclarezcan, con la mayor celeridad posible, las circunstancias en que perdieron la vida esos 72 emigrantes."[29]

- Nicolás Maduro, canciller venezolano, expresó el "apoyo de su país al gobierno de México en sus esfuerzos para investigar la matanza y en el combate contra el crimen organizado...", asimismo, patentizó el "respaldo a la lucha internacional contra el tráfico ilegal de personas y otros flagelos como el trasiego ilícito de estupefacientes".[30]